# Alexandria (Alabama)
Alexandria és una concentració de població designada pel cens dels Estats Units a l'estat d'Alabama. Segons el cens del 2000 tenia 3.692 habitants.

## Demografia
Segons el cens del 2000, Alexandria tenia 3.692 habitants, 1.397 habitatges, i 1.082 famílies. La densitat de població era de 128,4 habitants/km².
Dels 1.397 habitatges en un 39,5% hi vivien nens de menys de 18 anys, en un 64,5% hi vivien parelles casades, en un 9,8% dones solteres, i en un 22,5% no eren unitats familiars. En el 19,8% dels habitatges hi vivien persones soles el 7,2% de les quals corresponia a persones de 65 anys o més que vivien soles. El nombre mitjà de persones vivint en cada habitatge era de 2,64 i el nombre mitjà de persones que vivien en cada família era de 3,04.
Per edats la població es repartia de la següent manera: un 27,4% tenia menys de 18 anys, un 8,2% entre 18 i 24, un 31,7% entre 25 i 44, un 23% de 45 a 60 i un 9,7% 65 anys o més.
L'edat mediana era de 35 anys. Per cada 100 dones hi havia 93,7 homes. Per cada 100 dones de 18 o més anys hi havia 92,9 homes.
La renda mediana per habitatge era de 40.761 $ i la renda mediana per família de 44.953 $. Els homes tenien una renda mediana de 32.554 $ mentre que les dones 22.754 $. La renda per capita de la població era de 18.313 $. Aproximadament el 8,3% de les famílies i el 10,8% de la població estaven per davall del llindar de pobresa.

## Poblacions properes
El següent diagrama mostra les poblacions més properes.